# Celulă de alarmă (aviație militară)

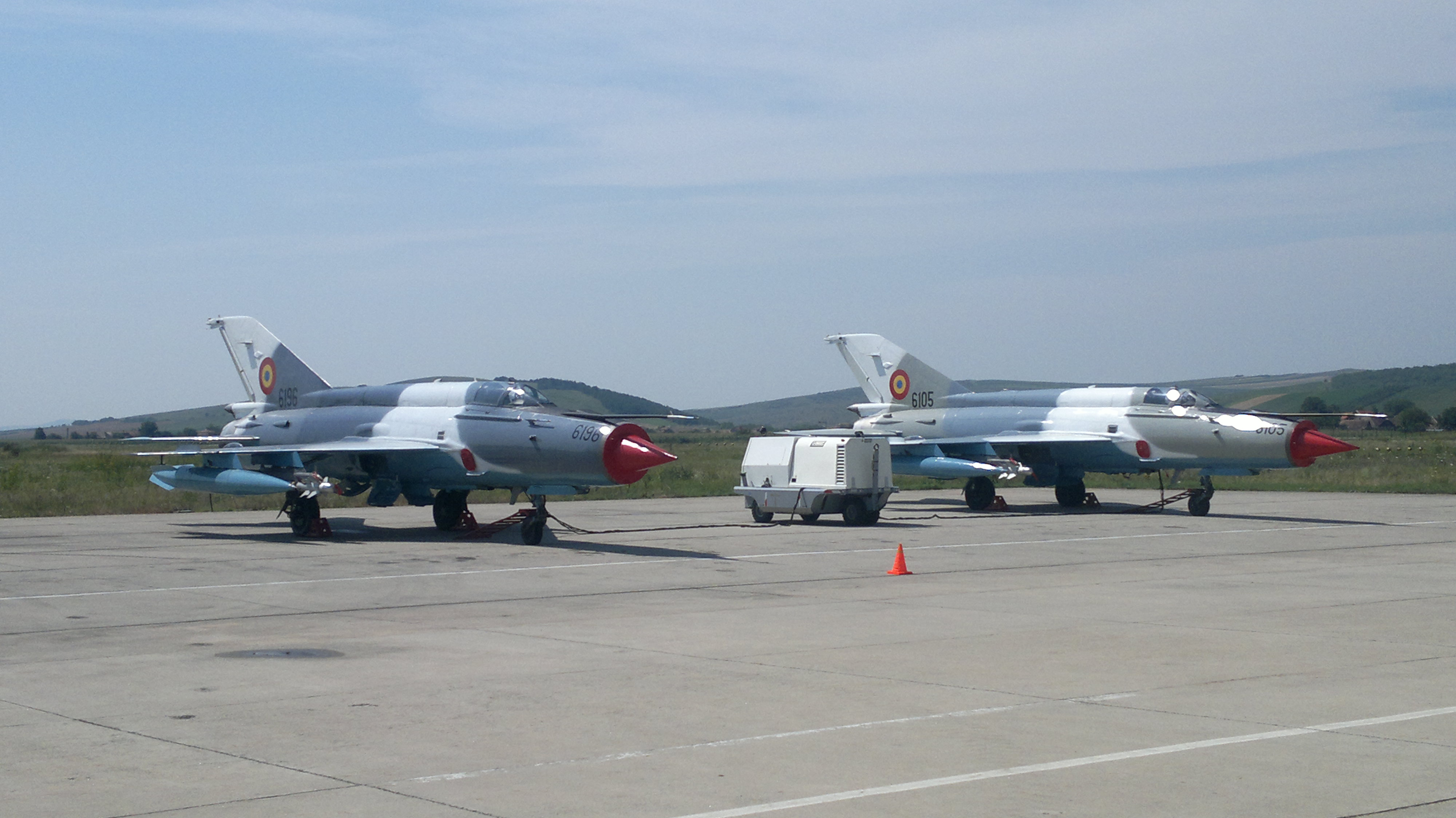
Celulă de avioane MiG-21 LanceR 'C' la sol.

Celulă de alarmă reprezintă o structură de bază a forțelor aeriene aflate în serviciul de luptă permanent (acronim SLP). Această structură se bazează pe formația standard de ducere a luptei aeriene manevriere: celula de avioane de vânătoare.

## Caracteristici

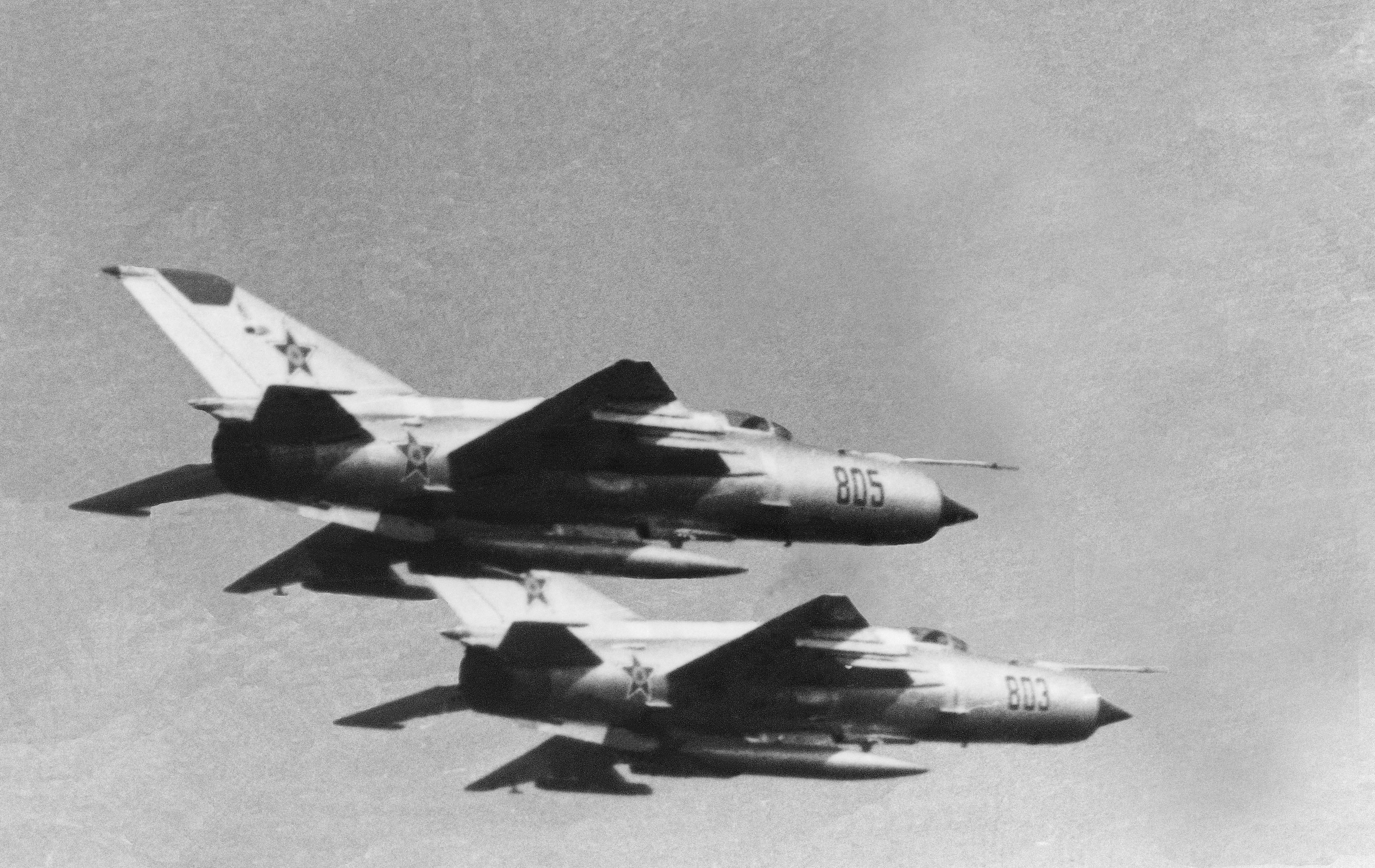
Celulă de avioane Mig 21MF, în zbor.

Celula de aeronave este o formație de 2 aeronave. La rândul său, formația de aeronave reprezintă o grupare de aeronave din aceeași categorie, care, execută zborul întrunit în vederea îndeplinirii unei misiuni comune, cu menținerea legăturii vizuale sau prin intermediul senzorilor de la bordul aeronavelor și care se găsește sub controlul unei agenții de dirijare, ca o singură aeronavă.

Celula de alarmă, uzual trebuie să existe pe orice aerodrom pe care sunt dislocate unități de aviație de vânătoare și trebuie să fie capabilă de decolare în orice moment, pentru a îndeplini misiuni de alarmă (se află în alertă permanentă). Ca atare, ea este permanent deservită de personal specializat.
Localizarea celulei de avioane de vânătoare încadrate în SLP, pe aerodrom, este separată de restul aeronavelor existente, aflându-se în proximitatea unei clădiri (numită și ea „celulă de alarmă”), în care se află echipajele celulei de avioane și o echipă de tehnicieni de sol, care să le deservească. Personalul de serviciu include și o tură de serviciu în turnul de control al aerodromului, precum și un conducător de zbor (acronim CZ).
Aeronavele celulei de alarmă sunt înarmate cu armament aer-aer ghidat și sunt prevăzute cu rezervoare suplimentare de combustibil, iar în proximitate se găsește o sursă de pornire de aerodrom, gata să fie cuplată în orice moment, la aeronave.

## Protocol de acțiune la sol

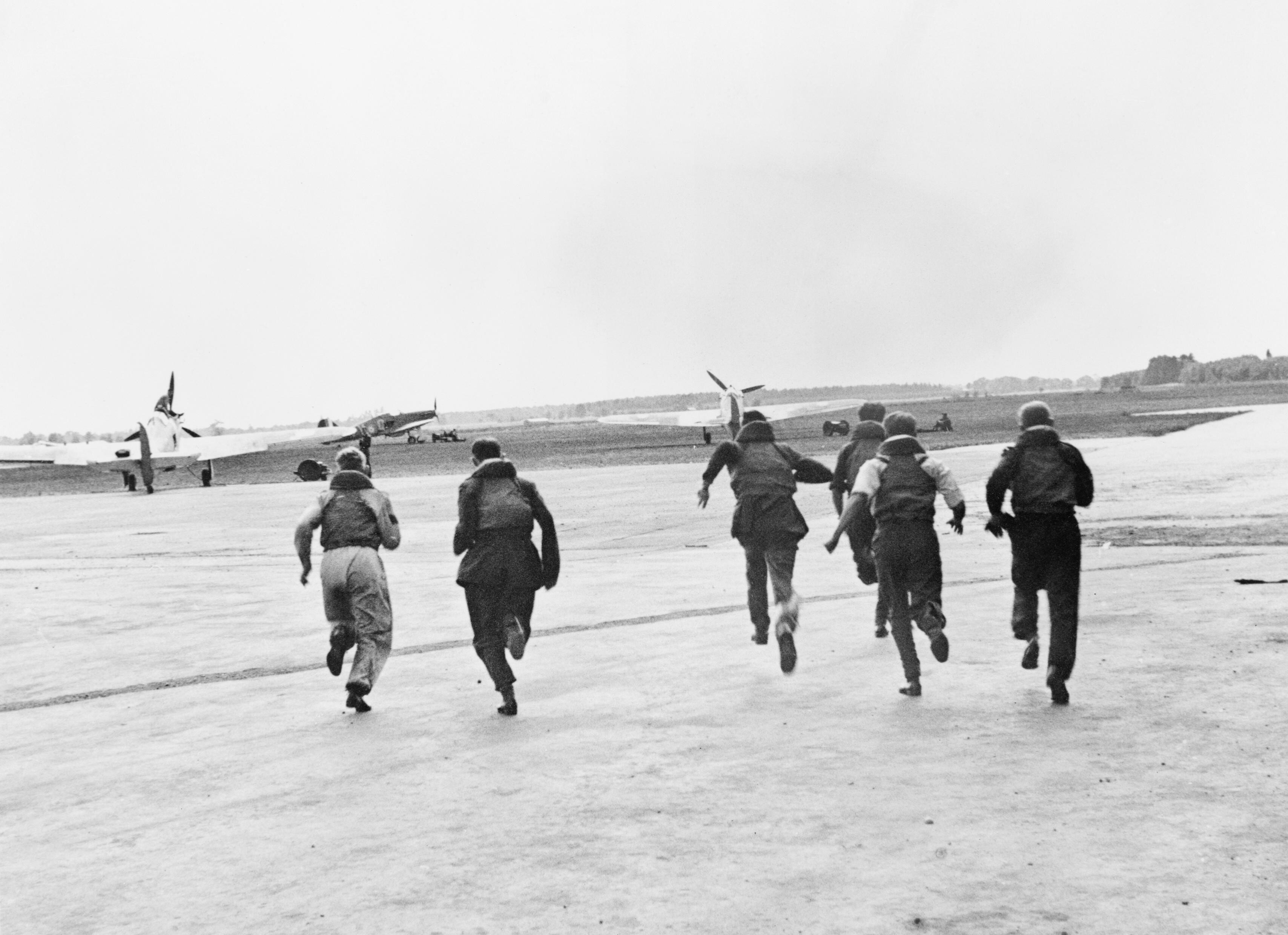
Piloți în timp ce aleargă spre avioane, aici în 25 iunie 1940, în timpul Bătăliei Angliei

Succesiunea manevrelor în momentul în care se dă alarma, include:
- deplasarea rapidă a piloților de serviciu și a echipei de deservire tehnică spre celula de aeronave, precum și a conducătorului de zbor spre punctul de conducere a zborului (acronim PCZ), situat pe aerodrom
- pregătirea aeronavelor pentru primirea piloților, de către echipa de tehnicieni: scoaterea huselor și îndepărtarea capacelor de protecție, fixarea scării de acces la bord, ș.a.m.d.
- instalarea piloților la bordul aeronavelor și stabilirea contactului acestora cu punctul de conducere a zborului.
- în funcție de ordinul primit de la conducătorul de zbor, piloții fie așteaptă, fie pornesc motoarele și rulează pe pistă în vederea decolării.

## In literatură și artă
Celula de alarmă este și titlul unei cărți scrise de pilotul de avioane supersonice Doru Davidovici și publicată în 1979.